# Neuromarketing
Neuromarketing consiste en la aplicación de técnicas pertenecientes a las neurociencias, en el ámbito de la mercadotecnia y que analiza los niveles de emoción, atención y memoria evocados por estímulos en contexto de marketing o publicidad, como son anuncios, productos o experiencias, con el objetivo de tener datos más precisos acerca de la reacción de los consumidores y mejorar la gestión de recursos destinados a mercadotecnia y ventas de las empresas; así como a la mejora de los propios productos, sus características, manipulación, aceptación, reacción del consumidor, etc. Por medio de la recopilación de las reacciones a estos estímulos, el Neuromarketing es capaz de señalar cómo mejorar un producto o servicio y cómo son los procesos de decisión del consumidor. Es un tipo especializado de Investigación de mercados que utiliza mediciones psicofisiológicas periféricas y centrales (actividad cerebral, ritmo cardíaco, respuesta galvánica de la piel, etc.) de los sujetos estudiados para obtener conclusiones.  

## Historia
El neuromarketing es un campo disciplinario emergente en marketing. Toma prestadas herramientas y metodologías de campos como la neurociencia y la psicología. El término "neuromarketing" fue introducido en 2002 por el profesor de marketing neerlandés Ale Smidts, pero la investigación en el campo se puede encontrar desde la década de 1990 a en Estados Unidos como respuesta a solicitudes de diferentes empresas.
Gerald Zaltman está asociado con uno de los primeros experimentos en neuromarketing. A finales de la década de 1990, tanto Gemma Calvert (Reino Unido) como Gerald Zaltman (EE. UU.) Habían establecido empresas de neurociencia del consumidor . El profesor de marketing Gerald Zaltman patentó la técnica de elicitación de metáforas de Zaltman (ZMET) en la década de 1990 para vender publicidad. ZMET exploró el subconsciente humano con conjuntos de imágenes especialmente seleccionadas que provocan una respuesta emocional positiva y activan imágenes ocultas, metáforas que estimulan la compra. Los collages gráficos se construyeron sobre la base de imágenes detectadas, que sientan las bases de los comerciales. ZMET ganó rápidamente popularidad entre cientos de importantes empresas-clientes, incluidas Coca-Cola , General Motors , Nestlé y Procter & Gamble . Zaltman y sus asociados fueron empleados por esas organizaciones para investigar exploraciones cerebrales y observar la actividad neuronal de los consumidores.  En 1999, comenzó a utilizar imágenes de resonancia magnética funcional (fMRI) para mostrar correlaciones entre la actividad cerebral del consumidor y los estímulos de marketing.  Los métodos de investigación de mercados de Zaltman mejoraron la investigación psicológica utilizada en herramientas de marketing. 
El término "neuromarketing" se publicó por primera vez en 2002 en un artículo de BrightHouse, una empresa de marketing con sede en Atlanta.  BrightHouse patrocinó investigaciones neurofisiológicas (funcionamiento del sistema nervioso) en divisiones de marketing; construyeron una unidad de negocios que utilizaba escáneres de resonancia magnética funcional con fines de investigación de mercado. La firma atrajo rápidamente críticas y desaprobación con respecto al conflicto de intereses con la Universidad de Emory, que ayudó a establecer la división. Esta empresa desapareció de la atención pública y ahora trabaja con más de 500 clientes y empresas de productos de consumo.  El " Reto de Pepsi ", una prueba a ciegas de Coca-Cola y Pepsi, fue un estudio realizado en 2004 que llamó la atención sobre el neuromarketing.  En 2006, el Dr. Carl Marci (EE. UU.) fundó Innerscope Research, que se centró en la investigación del neuromarketing. La investigación de Innerscope fue adquirida más tarde por Nielsen Corporation en mayo de 2015 y pasó a llamarse Nielsen Consumer Neuroscience.  El Fondo Exploratorio de Investigación del Consumidor (CREF) de Unilever también había publicado libros blancos sobre las aplicaciones potenciales del neuromarketing.

## Conceptos
El Neuromarketing es una disciplina que tiene como función investigar y estudiar los procesos  de activación cerebral y respuesta fisiológica de las conductas y toma de decisiones de los consumidores en los campos de acción del marketing tradicional (inteligencia de mercado, diseño de productos y servicios, comunicaciones, precios, branding, posicionamiento, targeting, canales y ventas). De esta manera, se puede conocer mejor al consumidor, qué lo motiva para asumir, a su parecer, la mejor toma de decisión al comprar o consumir un producto o servicio, independientemente del producto que se quiera vender o el tipo de consumidor al cual se quiere dirigir.
Los críticos de la disciplina afirman que se podría llegar a controlar las decisiones de consumo del cliente, y que estas técnicas pueden considerarse invasivas para la intimidad de las personas, al poder llegar a orientar las emociones personales hacia productos del mercado. Asimismo, se critica que algunas empresas dedicadas al Neuromarketing proveen “datos imprecisos y exiguos sobre las limitaciones de sus tecnologías, de sus campos de desempeño, validaciones y proyecciones”.Según Le Monde diplomatique, se trataría de la última versión de la percepción subliminal, que trataría de impregnar un cerebro de publicidad sin que la persona pueda darse cuenta.
Una mayor comprensión de la cognición y el comportamiento humanos ha llevado a la integración de las ciencias biológicas y sociales: el neuromarketing, un método reciente utilizado para comprender a los consumidores. El concepto de neuromarketing combina marketing, psicología y neurociencia. La investigación se lleva a cabo en torno a las motivaciones implícitas para comprender las decisiones de los consumidores mediante métodos no invasivos de medición de la actividad cerebral. Estos incluyen electroencefalografía (EEG), magnetoencefalografía (MEG) e imágenes de resonancia magnética funcional (fMRI), seguimiento ocular, medidas de respuesta electrodérmica y otras tecnologías neurológicas. Los investigadores investigan y aprenden cómo responden y se sienten los consumidores cuando se les presentan productos y / o estímulos relacionados. Las observaciones pueden correlacionarse con las emociones e interacciones sociales supuestas de los participantes. Los investigadores de mercado utilizan esta información para determinar si los productos o anuncios estimulan respuestas en el cerebro vinculadas con emociones positivas.  Por lo tanto, se introdujo el concepto de neuromarketing para estudiar las emociones humanas relevantes y los patrones de comportamiento asociados con productos, anuncios y toma de decisiones.  neuromarketing proporciona modelos de comportamiento del consumidor y también se puede utilizar para reinterpretar la investigación existente. Proporciona teorización de los aspectos emocionales del comportamiento del consumidor.
El comportamiento del consumidor investiga tanto las elecciones conscientes de un individuo como los niveles de actividad cerebral subyacente.  Por ejemplo, los procesos neuronales observados proporcionan una predicción más precisa de los datos a nivel de población en comparación con los datos autoinformados.  neuromarketing puede medir los impactos de la marca y las estrategias de mercado antes de aplicarlas a los consumidores objetivo.  Los especialistas en marketing pueden anunciar el producto para que se comunique y satisfaga las necesidades de los consumidores potenciales con diferentes predicciones de elección.
El neuromarketing también se utiliza con Big Data para comprender los canales publicitarios modernos, como las redes sociales , el comportamiento de búsqueda y los patrones de participación en el sitio web.  Agencias como Darling  ayudan a las organizaciones a utilizar este tipo de neurociencia en su marketing para comunicarse mejor con los consumidores a nivel subconsciente.

## Herramientas de la neuromercadotecnia
Dentro de las posibles técnicas de neuromarketing encontramos la conductancia eléctrica de la piel (EDA), la electromiografía (EMG), la tasa cardíaca (HRV), la amplitud torácica (RESP), el electrocardiograma (ECG), el electroencefalograma (EEG), el seguimiento de ojos (Eye-tracker) o la Resonancia Magnética Funcional (fMRI). Aunque hace años se utilizaban de forma aislada en ámbitos de investigación específicos, actualmente la tendencia es la integración multisensorial o multimodal. Éstas tecnologías de forma difícilmente consiguen los niveles óptimos de rigurosidad para aportar conclusiones claras en el ámbito empresarial. Por ello se utilizan siempre combinadas para obtener información por varias fuentes, y luego cruzarlas para obtener conclusiones. Además, se suelen posteriormente integrar y combinar con técnicas de investigación convencional.
Existen otras que no están avaladas por la comunidad científica como es el reconocimiento facial de emociones o algunos tipos de electroencefalogramas, debido a su falta de validación científica o a realizar abstracciones demasiado complejas que no pueden obtener directamente de las medidas fisiológicas sin el contexto, por ejemplo: la conclusión de que un producto genera "felicidad", siendo el concepto de felicidad dependiente del contexto en el que se enmarque.
Un problema al que se enfrentan todas las herramientas de neuromarketing es mantener la ecología del estudio y obtener la aceptación del usuario. Antiguamente se utilizaban tecnologías diseñadas para ámbitos médicos y de investigación en neurociencias (Leon), cual es muy problemático para mantener el comportamiento natural del consumidor. Es por ello que algunas empresas están diseñando laboratorios para neuromarketing con equipos fiables pero cómodos y ergonómicos para el usuario, e incorporando protocolos experimentales estándar validados científicamente
Otro aspecto importante sobre el uso de estas técnicas es tener en cuenta la variación inter- e intrapersonal. Es decir, la actividad fisiológica de los seres humanos cambia en el momento en el que se realice la prueba, y depende del contexto en el que se esté realizando. Es por ello que a día de hoy las tecnologías integran modernos procedimientos de reconocimiento de patrones para aprender y tener en cuenta esta variabilidad en las medidas.
Uno de los ejemplos del neuromarketing llevado a la práctica son los vídeos animados: conectan con los recuerdos primigenios del espectador creando una conexión más eficaz y aumentando las probabilidades de que la reacción sea positiva.

## Segmentación y posicionamiento
Basado en el concepto de procesamiento de decisiones de neuromarketing propuesto, las decisiones de compra de los consumidores se basan en el procesamiento del Sistema 1 o del Sistema 2 o de los dos caballos y un carro de Platón. El pensamiento del Sistema 1 es intuitivo, inconsciente, sin esfuerzo, rápido y emocional. En contraste, las decisiones impulsadas por el Sistema 2 son deliberadas, razonamiento consciente, lentas y laboriosas. Zurawicki dice que las decisiones de compra están determinadas por el estado de ánimo y las emociones; concluyendo que las compras compulsivas o espontáneas fueron impulsadas por el Sistema 1.
Los jóvenes representan una alta proporción de compradores en muchas industrias, incluido el mercado de la electrónica y la industria de la moda. Debido al desarrollo de la maduración cerebral, los adolescentes están sujetos a una fuerte reacción emocional, aunque pueden tener dificultades para identificar la expresión emocional de los demás. Los especialistas en marketing pueden utilizar esta información neuronal para dirigirse a los adolescentes con mensajes más breves y llamativos (utilizando varios medios, como sonido o imágenes en movimiento) y aquellos que pueden influir claramente en sus expresiones emocionales. Los adolescentes dependen de más "instintos" y no piensan completamente en las consecuencias, por lo que son principalmente consumidores de productos basados en la emoción y el impulso. Debido a esta cualidad de comportamiento, segmentar el mercado para dirigirse a los adolescentes puede ser beneficioso para los especialistas en marketing que anuncian con un enfoque emocional y de respuesta rápida.
Los especialistas en marketing utilizan la segmentación y el posicionamiento para dividir el mercado y elegir los segmentos que utilizarán para posicionarse para orientar estratégicamente su anuncio. El uso de las diferencias neurológicas entre géneros puede alterar el mercado y el segmento objetivo. La investigación ha demostrado que las diferencias estructurales entre el cerebro masculino y femenino tienen una fuerte influencia en sus respectivas decisiones como consumidores. 

## Críticas
Muchas de las afirmaciones de las compañías que venden servicios de neuromarketing no se basan en la neurociencia real y han sido desmentidas como bombo publicitario, y han sido descritas como parte de una moda de  "neurocientificismo" pseudocientífico en la cultura popular. Joseph Turow, profesor de comunicaciones de la Universidad de Pensilvania, rechaza el neuromarketing como otra reencarnación de los intentos de los anunciantes de encontrar enfoques no tradicionales para reunir la opinión de los consumidores. "Siempre ha habido un santo grial en la publicidad para tratar de llegar a la gente de una manera hipodérmica. Muchas empresas y empresas de investigación están subiéndose al tren del neuromarketing, porque están desesperados por cualquier nueva técnica para ayudarles a romper a través de todo el desorden de la comercialización. "Es más sobre la naturaleza de la industria y la ansiedad que enturbia el sistema que sobre cualquier otra cosa." 
Algunas organizaciones de defensa de los consumidores, como el Centro para la Democracia Digital, han criticado la tecnología potencialmente invasiva del neuromarketing. Jeff Chester, director ejecutivo de la organización, afirma que el neuromarketing "está teniendo un efecto en las personas del que los individuos no están informados". Además, afirma que aunque históricamente no se ha regulado la publicidad de adultos debido a que los adultos tienen mecanismos de defensa para discernir lo que es verdad y falso, que ahora debería ser regulado "si la publicidad está ahora intencionalmente diseñada para pasar por alto esas defensas racionales ... proteger el discurso publicitario en el mercado tiene que ser cuestionado." 
Sin embargo, los defensores argumentan que la sociedad se beneficia de las innovaciones del neuromarketing. El neurobiólogo alemán Kai-Markus Müller promueve una variante del neuromarketing, "neurofijación de precios", que utiliza datos de exploraciones cerebrales para ayudar a las empresas a identificar los precios más altos que pagarán los consumidores. Müller dice que "todo el mundo gana con este método", porque los precios probados por el cerebro permiten a las empresas aumentar los beneficios, aumentando así las perspectivas de supervivencia durante la recesión económica.
Más allá del neuromarketing entendido de forma amplia como la intersección entre la neurociencia y neuroeconomía es interesante entenderlo como un nuevo campo de aplicación se está realmente aplicando a día de hoy y propone futuras de investigación en el corto y medio plazo.

## Limitaciones
El neuromarketing no sustituye a los métodos de marketing tradicionales, sino más bien un campo que se utiliza junto con los métodos tradicionales para obtener una imagen más clara del perfil de un consumidor.  neuromarketing proporciona información sobre las decisiones implícitas de un consumidor, pero sigue siendo importante conocer las decisiones explícitas y las atracciones de los consumidores.
Para ejecutar una investigación de mercado completa, es necesario el uso de neuromarketing y experimentos de marketing tradicionales. Como los investigadores saben que los clientes dicen lo que piensan que deberían decir, no lo que sienten, se realizará un estudio preciso en dos pasos: 1. comprender qué es lo que impulsa la atención, las emociones y los recuerdos de los clientes hacia la marca o el producto, utilizando metodologías de neuromarketing. 2. realizar investigaciones de marketing convencionales, como grupos focales, para establecer la mezcla de marketing.
El neuromarketing también está limitado por los altos costos de realizar una investigación. La investigación requiere una variedad de tecnologías como fMRI, EEG, biometría, codificación facial y seguimiento ocular para aprender cómo los consumidores responden y se sienten a los estímulos. Sin embargo, el costo de alquilar o poseer estas tecnologías e incluso entonces puede ser necesario un laboratorio para operar las tecnologías mencionadas anteriormente.